# Apne
Apne (अपने) (angielski: Ours) to bollywoodzki dramat sportowy i rodzinny wyreżyserowany w 2007 roku przez Anil Sharma, autora The Hero: Love Story of a Spy i Gadar: Ek Prem Katha. Po raz drugi ojciec Dharmendra i jego synowie Sunny Deol i Bobby Deol zagrali razem (poprzednio w Dilagi). Kobiece role zagrały Shilpa Shetty, Kirron Kher i Katrina Kaif. Film nakręcono w  Chandigarh, Rajkot, Bangkoku, w Australii, i Toronto. Tematem filmu jest miłość między ojcem i synami. Miłość, która dopuszcza pojawienie się urazy, żalu za niespełnienie oczekiwań, niemożność przebaczenia, dojrzewanie do pojednania się, aż po pragnienie poświęcenia za siebie życia. Film zajmuje się też tematem sportu: wysiłkiem i wytrwałością koniecznymi przy treningu, przyjmowaniem przegranej, wygraną.
Film był dobrze przyjęty przez widzów w Indiach. W recenzjach chwalony był za grę aktora grającego ojca Dharmendra.

## Fabuła
Baldev Singh Chaudhary (Dharmendra), zwany przez swoich fanów „Tygrys z Pendżabu” zdobył dla Indii na olimpiadzie srebrny medal w boksie, ale zwycięstwo zostało podważone. Przeciwnicy wspomagani mafią zadbali o to, że oskarżono go niesłusznie o doping. Na 15 lat został zawieszony w sporcie, co spowodowało koniec jego kariery. Rozżalony, oburzony próbował walczyć dalej, 10 lat trenując na zwycięzcę swojego starszego syna Anganda (Sunny Deol). Oczekiwał, że Agand zwyciężając na mistrzostwach świata ocali jego honor – lecz syn w pewnym momencie zapragnął inaczej ułożyć sobie życie. Ożenił się z piękną Simran (Shilpa Shetty) i zaczął odnosić sukcesy w eksporcie rolnictwa bogacąc się i zdobywając wysoką pozycję społeczną. Ojciec poczuł się opuszczony i zawiedziony przez syna. Nie chce go widzieć, nie chce z nim rozmawiać. To rozdarcie boli ich, boli żonę Baldeva (Kirron Kher) i jego młodszego brata Karana (Bobby Deol), który stał się popularnym piosenkarzem. Ojciec przeżywa swoje życie jak nieudacznik. Nie potrafi zapomnieć przeszłości – chwil zwycięstwa i hańby. Żyje tym, szuka możliwości zadośćuczynienia. Zawiódłszy się na Angandzie, teraz pokłada nadzieję w Gauravie (Aryan Vaid), którego przygotowuje do mistrzostw. Traktuje go jak trzeciego syna. Tym bardziej wstrząsa nim wiadomość, że Gaurav nie wierząc w sukces treningu u trenera nieudacznika, zmienia klub. Ratując ojca przed utratą sensu życia, Karan decyduje się trenować boks, aby wywalczyć dla ojca upragnione przez niego zwycięstwo.

## MotywyBollywoodu
- W filmie wspomina się o medalu olimpijskim ojca, pokazane są sceny z treningu, na ringu walczą kolejno obaj bracia. Wielki sportowiec traci twarz z powodu oszkalowania. Zwycięstwo w sporcie buduje jedność narodową i dumę z Indii, podobnie jak w  Chak de India. Motyw sportu występuje też m.in. w Iqbal, Nigdy nie mów żegnaj, Jo Jeeta Wohi Sikandar. W tym ostatnim filmie, jak i w Ghulam grani przez Aamir Khana bohaterowie walczą na ringu.
- Bracia Karan i Angad okazują sobie dużo uczucia. Cieszą się ze swoich sukcesów. Karana boli odrzucenie Angada przez ojca. Angad walczy, aby pomścić skrzywdzonego na ringu, gotów jest zostać dla niego dawcą do przeszczepu. Motyw miłości braci pojawia się też m.in. w Czasem słońce, czasem deszcz, Ghulam, Karan Arjun, Trimurti (film), Jo Jeeta Wohi Sikandar, Naksha, Jestem przy tobie, Yeh Dillagi, Kisna, czy Sarkar.
- Ojciec modli się w świątyni sikhów zapatrzony w modlącą się śpiewem żonę, aby pozostali małżeństwem także w następnych wcieleniach. Rodzina modli się podczas walki Karana na ringu, modli się o jego życie, gdy zostaje on znokautowany, Angad zaczyna walkę od słów, że czuje się mocny modlitwą ludzi, którzy go popierają i kibice odpowiadają mu modlitwą. Ojciec decydując się na poświęcenie życia za syna, idzie przedtem do gurdwary, świątyni sikhów. W filmie pokazana jest modlitwa sikha, kibiców, hinduistów, czy przyjaciela ojca muzułmanina. Motyw modlitwy, jedność wiary niezależnie od wyznań i skuteczność modlitwy oddającej los w ręce Boga można zobaczyć też w m.in. w Chup Chup Ke, Coś się dzieje, Gdyby jutra nie było, English Babu Desi Mem, Guddu, Aitraaz, Mujhse Dosti Karoge!, Chaahat, Na Tum Jaano Na Hum, Guddu, Gdyby jutra nie było, Home Delivery: Aapko... Ghar Tak, Honeymoon Travels Pvt. Ltd., Waqt: The Race Against Time, Żona dla zuchwałych, Vaada i wielu innych.
- W filmie młodszy syn tak bardzo kocha ojca, że aby pomóc mu zarzuca własną pasję śpiewania i trenuje dla niego boks. Ojciec gotów jest poświęcić życie, aby uratować umierającego syna. Widok ojca, jego wiara w syna przywraca mu na ringu siły umożliwiając zwycięstwo. Motyw miłości między ojcem i synem pojawia się też m.in. w Baabul, Chaahat, Nigdy nie mów żegnaj, Viruddh... Family Comes First, Waqt: The Race Against Time, Sarkar, Więzy miłości, Hum Tum. Czasem miłość ta przybiera dramatyczną formę jak w ostatnich trzech wymienionych filmach w Apne, Aa Ab Laut Chalen, Devdas, Ogrodnik czy Eklavya: The Royal Guard, czy Czasem słońce, czasem deszcz lub Ghulam.
- Motyw miłości wieloletniego małżeństwa. On patrzy urzeczony, gdy ona modli się śpiewem w świątyni. Ona tuli synową, gdy okazuje się, że ta też rozumie jego cierpienie. Ten motyw miłości małżeństwa z dorosłymi dziećmi spotyka się też w wielu innych filmach m.in. Ogrodnik, Veer-Zaara, Czasem słońce, czasem deszcz, Baabul, Viruddh... Family Comes First, Więzy miłości, Aap Ki Khatir i in.
- Nowy Jork. Tu rodzina przyjeżdża, aby syn w obronie honoru ojca mógł walczyć na mistrzostwach boksu. Tu wszyscy przerażeni patrzą, jak walczy o życie jeden z synów. Tu całą noc rozmyślając pod padającym śniegiem ojciec przygotowuje się na poświęcenie życia dla syna. Inne filmy z Nowym Jorkiem w tle to m.in. Jestem przy tobie, Nigdy nie mów żegnaj, Tara Rum Pum, Zakochać się jeszcze raz, Aa Ab Laut Chalen.

## Obsada
- Dharmendra – Baldev Singh Choudhary
- Sunny Deol – Angad Singh Choudhary
- Bobby Deol – Karan Singh Choudhary
- Shilpa Shetty – Simran Choudhary
- Katrina Kaif – Nandini
- Kirron Kher – Raavi Choudhary
- Javed Sheikh – Roy
- Victor Banerjee – Ehsaan
- Divya Dutta – Pooja
- Aryan Vaid

## Muzyka
- 1. Mehfooz – Himesh Reshamiya
  2. Dekhoon Tujhe To Pyar Aaye – Himesh Reshamiya Akruti Kakkar
  3. Apne – Jaspinder Narula Sonu Nigam Jayesh Gandhi
  4. Ankh Vich Chehra Pyaar Da – Shaan Kunal Ganjawala Amrita Kak Himesh Reshamiya
  5. Bulls Eye – Shaan Earl
  6. Tere Sang – Jaspinder Narula Sonu Nigam
  7. Mehfooz (Remix) – Himesh Reshamiya
  8. Ankh Vich Chehra Pyaar Da (Remix) – Shaan Amrita Kak Himesh Reshamiya Kunal Ganjawala
  9. Dekhoon Tujhe To Pyaar Aaye (Remix) – Himesh Reshamiya Akruti Kakkar